# Verrucella miniacea
Verrucella miniacea är en korallart som först beskrevs av Studer 1878.  Verrucella miniacea ingår i släktet Verrucella och familjen Ellisellidae. Inga underarter finns listade i Catalogue of Life.